# Tour Saint-Fiacre
La tour Saint-Fiacre ou tour des Sottes est un vestige de l'enceinte de Cambrai dans le département du Nord.
Cette tour fait l’objet d’une inscription au titre des monuments historiques depuis le 1er décembre 1997.

## Description
Elle tire son nom de celui d’un cimetière du XIIIe siècle. Elle faisait partie de l'enceinte de la ville à la fin du XIVe siècle. Son plan est semi-circulaire et son soubassement en grès est enterré de plusieurs mètres. Elle se situe notamment près de la piscine municipale, du collège Jules-Ferry et de l'école Saint-François, anciennement école Saint-Fiacre.